# 鲁巴舍夫卡农村居民点
鲁巴舍夫卡农村居民点（俄语：Рубашевское сельское поселение）是俄罗斯联邦沃罗涅日州安纳区所属的一个农村居民点。其下辖有5个居民点，行政中心为鲁巴舍夫卡。据2016年统计，该农村居民点的人口为1159人。